# Pterotopteryx lonicericola
Pterotopteryx lonicericola is een vlinder uit de familie waaiermotten (Alucitidae). De wetenschappelijke naam is voor het eerst geldig gepubliceerd in 1978 door Kuznetsov.
De soort komt voor in Europa.